# Морогоро
 Тази статия е за град Морогоро.  За други значения вижте Морогоро (пояснение).  
Морогоро (на английски и на суахили: Morogoro) е оживен град в Източна Танзания, на 190 km западно от Дар ес Салаам във вътрешността на страната. Това е един от големите танзанийски градове, важен промишлен център в държавата. Той е и главен административен град на селскостопанския регион със същото име. Разположен е в живописна долина, на двата бряга на река Нгеренгере, в подножието на планината Улугуру. Развити са главно земеделието и животновъдството, както и хранително-вкусовата промишленост, преработваща тяхната продукция. Туристическите посещения в града са свързани основно с подготовка за изкачване в планината.
Често градът се нарича съкратено само Моро, а названието му на суахили е „Mji kasoro bahari“, което означава „град без океан“.

## Климат
Морогоро попада в зоната на тропичния климатичен пояс, характеризираща се с два сезона – сух и дъждовен, като студеният сезон е от юни до септември. Средната годишна температура е 24 °C. Годишното количество на валежите варират между 600 и 1200 mm във високите плата над града.
| Климатични данни за 2011 г.           | Климатични данни за 2011 г. | Климатични данни за 2011 г. | Климатични данни за 2011 г. | Климатични данни за 2011 г. | Климатични данни за 2011 г. | Климатични данни за 2011 г. | Климатични данни за 2011 г. | Климатични данни за 2011 г. | Климатични данни за 2011 г. | Климатични данни за 2011 г. | Климатични данни за 2011 г. | Климатични данни за 2011 г. | Климатични данни за 2011 г. |
| Месеци                                | яну.                        | фев.                        | март                        | апр.                        | май                         | юни                         | юли                         | авг.                        | сеп.                        | окт.                        | ное.                        | дек.                        | Годишно                     |
| Абсолютни максимални температури (°C) | 37,0                        | 37,0                        | 36,0                        | 35,0                        | 32,0                        | 31,0                        | 32,0                        | 33,0                        | 33,0                        | 35,0                        | 36,0                        | 36,0                        | 37,0                        |
| Средни максимални температури (°C)    | 31,0                        | 31,0                        | 31,0                        | 29,0                        | 28,0                        | 27,0                        | 27,0                        | 28,0                        | 29,0                        | 31,0                        | 32,0                        | 31,0                        | 30,0                        |
| Средни температури (°C)               | 25,0                        | 26,5                        | 25,4                        | 24,0                        | 23,0                        | 21,0                        | 21,0                        | 21,0                        | 22,0                        | 24,0                        | 25,0                        | 25,0                        | 24,0                        |
| Средни минимални температури (°C)     | 20,0                        | 21,0                        | 20,0                        | 20,0                        | 18,0                        | 16,0                        | 15,0                        | 15,0                        | 16,0                        | 17,0                        | 19,0                        | 20,0                        | 18,0                        |
| Абсолютни минимални температури (°C)  | 17,0                        | 17,0                        | 17,0                        | 15,0                        | 12,0                        | 8,0                         | 8,0                         | 9,0                         | 10,0                        | 12,0                        | 14,0                        | 16,0                        | 8,0                         |
| Средни месечни валежи (mm)            | 90,0                        | 90,0                        | 170,0                       | 200,0                       | 100,0                       | 20,0                        | 10,0                        | 00,0                        | 10,0                        | 20,0                        | 50,0                        | 70,0                        | 880                         |
| ------------------------------------- | --------------------------- | --------------------------- | --------------------------- | --------------------------- | --------------------------- | --------------------------- | --------------------------- | --------------------------- | --------------------------- | --------------------------- | --------------------------- | --------------------------- | --------------------------- |
| Източник:                             |                             |                             |                             |                             |                             |                             |                             |                             |                             |                             |                             |                             |                             |

| Показател за 2011 г.                         | Годишно | януари | февруари | март | април | май | юни | юли | август | септември | октомври | ноември | декември |
| -------------------------------------------- | ------- | ------ | -------- | ---- | ----- | --- | --- | --- | ------ | --------- | -------- | ------- | -------- |
| Среден брой на дните с валежи                | 54      | 8      | 7        | 9    | 9     | 7   | 2   | 1   | 0      | 1         | 2        | 3       | 6        |
| Среден брой на дните с температура над 32 °C | 118     | 14     | 13       | 13   | 9     | 7   | 0   | 4   | 7      | 9         | 13       | 15      | 14       |
| Средна годишна относителна влажност (%)      | 71      | 72     | 71       | 73   | 82    | 81  | 74  | 72  | 69     | 65        | 63       | 65      | 67       |

## Население
Морогоро е сред най-бързо развиващите се градски центрове в Танзания. Населението му през 1978 г. е било 60 782 жители, през 1988 г. се е увеличило на 117 760, а според последното преброяване от август 2002 г. вече наброява 209 058 жители. През 2010 г. е нараснало на 305 000 и представлява 32% от цялото население на едноименния регион. Гъстотата на градското население спрямо селищната територия е 452,3 души/km2, а броят на жените и мъжете е почти еднакъв – 49,7% мъже и 50,3% жени. Средната семейна структура за 1997 г. е била 4,4.
Годишният прираст на населението, отчетен за годините между 1988 и 2002 г., е 4,6%. Бързото нарастване се дължи главно на механичния прираст, създаван от наплива на нови жители и това е причината градът да е изправен пред сериозни предизвикателства. От особено значение е фактът, че успоредно с нарастването на населението с бързи темпове расте и градската бедност, а безпризорните деца на улицата се превръщат във все по-сериозен проблем. Основните причини за миграцията са икономически, особено за хората между 17 и 25-годишна възраст, които търсят по-добро заплащане за труда си. Много честа причина е миграцията на един член от семейството, който по-късно е последван и от останалите. Следваща по важност е необходимостта от осигуряване на по-добро обучение за децата. Безработицата в града е висока и около 30% от младежите нямат работа.
Градът и регионът са населени главно от племената лугуру, сагара, кагуру, ндамба и погоро. Има и известно количество масаи. Племето лугуру обитава долните склонове на планината Улугуру, на която е дало името си. Това са сръчни земеделци, които експлоатират стръмните планински склонове, използвайки терасиране и напояване на терените. Отглеждат ориз, царевица и зеленчуци. Земята при тях е собственост на жените и преминава от майка към дъщеря.
Морогоро е център на мисионерската дейност, извършвана в цялата страна и на различни мисии, към които са организирани училища и здравни заведения. От населението на града 49% изповядват християнство, 32% ислям и 19% са привърженици на местни вярвания. Благодарение на усилията на мисионерите процентът на християните бързо нараства.

## Градска среда
Градът е разположен на терен, който от равнинен бързо преминава в хълмист, изкачвайки се по ниските склонове на планината. През 1997 г. заема площ от 260 km2, които бързо нарастват. Селището е било важен център за търговци и християнски мисионери, а по-късно немците превръщат Морогоро в изходна база за военното завладяване на Танганика. Характерни за града са множеството стари немски сгради, датиращи от колониалния период. В центъра има няколко църкви и джамии. Също там се намира и една от малкото му забележителности. Това е полуизоставената колониална сграда Морнингсайд, която някога е била използвана от немските колонисти. Националният музей в града е унищожен по време на войната от 1979 г. срещу Иди Амин и никога не е бил реконструиран.
През 1974 г. е разработен Генерален градоустройствен план за развитието на града. Бързата урбанизация води до сериозното му нарушаване. Пикът на прииждащото население е отбелязан през 1980-те години, когато се чувства голяма липса на жилищни, обществени и промишлени терени. Между 40 и 70% от градските жители живеят при лоши жилищни условия. 65% от населението на града обитава непланирани парцели с ограничен или никакъв достъп до обществени услуги и не повече от 20% от населението има някакви документи за собственост на земята и жилищните сгради.
С бързата урбанизация се увеличава и натискът върху околната среда и прекалено завишеното използване на ограничените ресурси. Градската управа не е в състояние да упражнява достатъчен контрол и да регулира използването на ресурсите.

## Административна структура и управление
Административно градът е разделен на 19 квартала. Ръководи се от общински съвет, начело с кмет. Към него работят седем ключови отдела – Градоустройство, Развитие на общността, Финанси и администрация, Здравеопазване, Образование, Управление на труда и Борба с пожарите. Поддържащи подотдели са тези за Правна дейност, Икономическо планиране и Одит.
Много са факторите, влияещи отрицателно върху работата на градската администрация. Основните са несъгласуваната дейност на административните структури, недостатъчният капацитет, липсата на адекватна информация, слабият контрол. Приходите от данъчното облагане се събират трудно. Противоречивите приоритети между Градския комитет по планиране и финанси и Административния отдел със същите функции сериозно спъват развитието на града.
Човешките ресурси и финансови възможности са особено слаби и местното правителство не е в състояние да се справи с новите социални и икономически промени на града. Силното централно управление и неадекватното финансиране отслабва ефективната дейност на местното управление.
В града функционират многобройни неправителствени организации с различни цели – повишаване на образованието, опазване на птичия свят, развитие на земеделието, генериране на допълнителни доходи, подобряване на здравеопазването, селскостопанско кредитиране, развитие на дребната промишленост, повишаване количеството и качеството на доставяната питейна вода, залесяване, консултиране на ХИВ позитивните и превенция, опазване на околната среда, насърчаване на равенството между половете.

## Образование
Образованието в града е сравнително задоволително, съпоставено с това в страната. Най-сериозен е проблемът с недостига на училища за средния курс. В града грамотни са 86% от мъжете и 72% от жените.

### Начални училища
Програмата за развитие на образованието (2001 – 2006 г.) в Танзания премахва училищните такси в началното училище, което дава възможност на много повече деца да получат начално образование. През 1996 г. в началните училища (до 7 клас) в града се обучават 26 852 деца, от които 13 175 момчета и 13 677 момичета. Най-сериозните проблеми в образованието са недостигът на класни стаи, на жилища за учителите и броят на тоалетните във всяко училище. Училищата са 36 и разполагат общо с 344 класни стаи, 288 тоалетни към тях и 107 жилища за учители. Общият брой на учителите е 868, от които 141 мъже и 727 жени. Едно училище се пада на 4681 жители или на 746 ученика. В една гласна стая се налага да учат 78 деца, а на един учител се пада да обучава 31 ученика.

### Среден курс
Средните училища през 1996 г. са общо 11, от които 2 държавни и 9 частни. Те са изключително недостатъчни за нарасналото градско население. През същата година, поради недостига на училища, от 21 317 деца, кандидатстващи за училищата от средния образователен курс, са приети само 2334, което представлява едва 10,9%.
В града има три училища за професионална подготовка:

- Kihonda VTTC – подготвят се дърводелци, зидари, електротехници и агро-механици.

- Ujenzi Institute – само курсове за повишаване на квалификацията.

- Morogoro VTTC – курсове с получаване на диплома за учители във VTCS.

### Висше образование
- Земеделският институт „Sokoine“ е създаден на 1 юли 1984 г. с решение на парламента на Танзания.[13][14] Той предлага обучение с различно времетраене и разнообразни специалности:[13]

– 1 година – Сертификат по информационни технологии, Допълнително бакалавърски програми и диплома
– 2 години – Бакалавър по информационни технологии; Библиотечно дело; Управление на архивите и информатика; Тропическо здравеопазване на животните; Лабораторна техника.
– 3 години – Бакалавър по Аграрна икономика и агробизнес; Приложно селско стопанство; Общо земеделие; Земеделие; Градинарство; Агрономия; Животновъдство; Аквакултура; Мениджмънт; Наука и технология на храните; Семейно и потребителско проучване; Обществено хранене; Горско стопанство; Мениджмънт на туризма; Управление на дивите животни; Биотехнологии и лабораторни науки; Наука и управление на околната среда; Информатика; Химия и биология; Химия и математика; География и биология; География и математика; Информатика и математика; Развитие на селските райони.
– 4 години – Дипломи по Аграрно инженерство; Инженери по напояване и водни ресурси; Биопроцеси и управление на прибраната реколта.
– 5 години – Бакалавър по ветеринарна медицина.
- Институтът Ardhi в Морогоро започва дейността си през 1958 г. в Дар ес Салаам като център за обучение на геодезисти за срок от шест месеца. През 1972 г. е преименуван само на „Ardhi“, което на суахили означава „земя“. Във връзка с децентрализацията на образованието през 1978 г. институтът е прехвърлен в Морогоро под академичното ръководство на този в Табора, а продължителността на обучението става една година. През 1983 г. обучението е удължено на 2 години плюс 10 седмици полева работа. Дипломата вече дава право на работа в областта на управление и оценка на земите, геодезия и планиране на градски и селски райони.[15]
- Педагогическият институт в Морогоро (MOTCO) е един от най-големите учителски колежи в Танзания. Намира се в подножието на планината Улугуру. В града има още един педагогически колеж, създаден на 1 февруари 1994 г.[16]
- Към църквата на евангелистите е разкрита Лутеранска семинария, която все още е силно зависима от спонсори от чужбина. Тя предлага две нива на обучение:[10]

– Двугодишен курс на суахили
– Тригодишен курс на английски
– Към семинарията са организирани и допълнителни програми – два тримесечни и два едномесечни курса годишно.
- Мюсюлманският университет на Морогоро е основан на 23 октомври 2004 г. от мюсюлманската Фондация за развитие (MDF). Разположен е върху 21 ha на 4 km от центъра на града и на 100 m от магистралата Морогоро-Додома.[17][18] Целта му е да осигури по-висок образователен ценз с помощта на съвременни програми и да възпита отзивчивост към нуждите на индивида и нацията в един глобализиран свят, под ръководството на ислямските морални ценности. Предлага следните специалности:[18]

– Факултет по изкуствата и хуманитарните науки – 3-годишен курс – бакалавър по изкуствата и образованието. Подготвя учители за средните училища.
– Към същия факултет – 3-годишен курс в специалност Масови комуникации – бакалавър по изкуствата в съобщенията и медиите. Подготвя специалисти за всички видове медии – журналисти и специалисти за позиции на средно управленско ниво в институциите на медиите, както и провеждане на изследвания за масовата комуникация.
– Към същия факултет – Лингвистика – 3-годишен курс по обща езикова култура плюс чужд език (английски и френски). Подготвя двуезични преводачи.
– Факултет по науките – бакалавър по науките. Подготвя гимназиални учители по физика, химия и биология с втора допълнителна специалност математика или география.
– Факултет по бизнес и мениджмънт – 3-годишна програма.
– Факултет по ислям – 3-годишно обучение със задължително изучаване на арабски език – бакалавър по преподаване на исляма в училищата. Подготвя професионални учители, лидери на мюсюлманската общност, имами в джамии и служители в мюсюлманските организации.
– Факултет по право и шериат – 4-годишен курс – бакалавър по светски закони и шериата (ислямския закон). Подготвя магистрати, съдии и юристи.
- Университетът Мзумбе е клон в Морогоро към едноименния университет в Дар ес Салаам. Намира се на 22 km югозападно от града и на около 4 km от магистралата TAZARA. Разположен е в югоизточното подножие на планинската верига Улугуру и има обща граница с едноименното средно училище.[19]

## Здравеопазване
Здравеопазването в града е изключително незадоволително. Около 30% от хората живеят на повече от 5 km от най-близкия здравен център. Едно болнично легло се пада на 1000 души, а един лекар обслужва 23 188 души. Въпреки това детската имунизация обхваща 98% от всички деца, а около 5000 семейства вече практикуват семейно планиране.
През 2004 – 2005 г. са изградени два нови здравни центъра в западните предградия Konga и Mafiga. През 2009 г. в сектора на здравеопазването в селището работят 236 служители, които освен града обслужват и целия регион. Има изградени 3 болници, като на всяка от тях се пада да обслужва по 79 000 души. Същото е съотношението и при здравните центрове. Диспансерите са 4 и всеки от тях отговаря за здравето на 58 426 души.
На територията на общината функционират 9 консултативни центъра за превенция на СПИН. Предполага се, че около 30% от населението е заразено с ХИВ. Заболяванията, свързани със СПИН са водещата причина за смъртността на възрастното население в града. Нивото на заболеваемост е по-високо при жените, тъй като те често са изложени на сексуален тормоз.
Десетте типа заболявания, които са най-разпространени между населението, градирани от най-висок към най-нисък брой заболели са: малария, чревни разстройства, остра респираторна вирусна инфекция, анемия, очни болести, кожни заболявания, болести по ушите, проблеми при нормална бременност, хирургични заболявания и шистозомиаза.

## Социални грижи
В града се намира центърът „Амани“ за подпомагане на лица с интелектуални затруднения, ръководен от неправителствена и неполитическа организация. Създаден е през 1992 г. от Josephine Bakhita, която успява да мобилизира усилията на родители на деца с интелектуални увреждания. Тук деца и младежи с такива проблеми получават храна, подслон, безопасна и чиста вода, подходящо образование и здравеопазване. Така им се осигурява устойчива основа за да могат да продължат живота си пълноценно. Центърът си сътрудничи с различни местни и международни организации, включително някои университети. През последните години „Амани“ е нараснал и към него са създадени още два клона. Ръководството на организацията и координационното бюро са в Морогоро, вторичен център е открит в Mvomero и още един фермерски център в Микезе.
Сериозен социален проблем в града, както и в страната, е неравенството между половете, което е често срещано явление в Морогоро. От ранна възраст, още в класните стаи, момичетата са в неравностойно положение и не са насърчавани да поемат лидерство по някакъв повод. В резултат на лошото образование човешките права на много жени са потъпкани и с тях се злоупотребява както в дома, така и на работното място.

## Култура
Морогоро е бил считан за културен и музикален център на страната. Той е дом на джаз формацията „Морогоро“, създадена през 1944 година. Тук се е родил и работил известният танзанийски композитор и певец Салум Абд Алах (Салим Абдула), създател на първите джазови композиции в Източна Африка. Той сформира джаз-група за кубински джаз с изпълнения на маримба. В края на 1950-те е много известен композитор на джаз и музика стил румба.
Тук е роден и големият източноафрикански композитор, китарист и певец Mbaraka Mwinshehe, смятан за най-добрия поп-изпълнител в Кения и Танзания в края на 1960-те и през 1970-те години, загинал в автомобилна катастрофа през 1979 г. В града са създадени джаз-групата „Mbarak Mwishehe“, по-късно специализирала в изпълнения на маримба, а след нея и групата „Super Volcano“.

## Икономика
През 1970 г. правителството приема Закон за растеж и насърчаване на дисперсията на промишлените предприятия извън столицата. Морогоро е един от десетте града, определени за развитие на икономиката и индустриален растеж. Смята се, че 10% от сегашното население е съставено от държавни служители и такива, наети от различни институции.
Морогоро е важен промишлен център на страната, като основните му предприятия се занимават с преработка на селскостопанска продукция. Над 50% от населението е заето в селскостопанския сектор и преработка на продукцията, които представляват основната икономическа дейност в града и региона. Земята около Морогоро е много плодородна и на нея се отглеждат и процъфтяват култури като сизал, кафе, тютюн, царевица, ориз, захарна тръстика, ямс, зеленчуци и плодове.
Приблизително 15% от населението се занимава с търговия на дребно. Приходите се генерират основно от земеделие, животновъдство и минно дело. Средният годишен доход на глава от населението на общината се изчислява на 130 000 танзанийски шилинга.
Из града са пръснати многобройни малки предприятия като цехове за щавене на кожа, производство на чанти от сизал, на кожени изделия, сапуни, керамични изделия, полиестер, фабрика за конопени платна и брезент, за растителни масла, обувна компания, фабрика за преработка на тютюн и други. По-голяма част от индустриалните предприятия са концентрирани в обособената северна промишлена зона Kihonda.
В града е организиран много богат пазар със стотици доставчици, идващи от планините и околността всеки ден, за да продават продукцията си – домати, грах, мандарини, банани, папая, кокосови орехи и много други. Предлагат се и интересни, деликатно изплетени кошници, дърворезби и столове от кокосово дърво.

## Транспорт
Местоположението на Морогоро е стратегическо, тъй като в него се пресичат железопътните и шосейни комуникации до Иринга, Додома, Кигома и Дар ес Салаам. Градът е кръстовище на две големите магистрали, които свързват Западна, Източна и Южна Танзания и продължават до съседните държави Малави и Замбия. На 5 km от центъра на града минава международният път от Дар ес Салаам.
Поради бързото разрастване на града, публичният транспорт не успява да се развива адекватно и при цели квартали липсва обслужване с обществен транспорт. Изградена е нова автогара, която да покрива транспортните нужди на населението от областта.
Почти през средата на Морогоро преминава жп линията, която свързва северните райони на региона Kilosa и Морогоро-селски с регион Додома на запад и Крайбрежната област на изток. През южната част на Морогоро-селски преминава главната жп линия на страната TAZARA. Тя свързва големите градове Дар ес Салаам, Додома, Табора, Шинянга, Муанза, Кигома и Мпанда.
На изток от града има една тревна самолетна писта, но тя функционира епизодично и няма редовни полети.

## Водоснабдяване и канализация
Градът се захранва с питейна вода от два източника – река Морогоро и язовира Минду на река Нгеренгере. По време на сухия сезон нивата и на двата водоема драстично се понижават, доставката на вода също сериозно намалява и липсата ѝ се превръща в сериозен проблем. През този сезон част от населението разчита в голяма степен на опасни открити водни системи. По някои данни само 69% от обитателите на града имат достъп до чистата питейна вода, постъпваща от градската водопроводна мрежа. За населението на града е необходима питейна вода в размер 30 000 m3/ден. Според информация от дружеството MORUWASA захранването на 85% от водоснабдителната мрежа се извършва от него, 5% от жителите имат собствени водоизточници, а 10% извлича вода от потоци, реки и изкопани кладенци.
Язовир Минду доставя 70% от питейната вода на града, но с времето се натрупват сериозни проблеми – поради затлачване дълбочината му започва да намалява, помпите и аксесоарите към тях са остарели, капацитетът на пречиствателната станция е недостатъчен. Предвидено е увеличаване на височината на язовирната стена, както и доставка и монтаж на 3 нови помпи. Очаква се изграждането на допълнителна мрежа за захранването на новозастроени части от града. Дружество MORUWASA е в процес на придобиване на нотариален акт за язовира.
Останалите 30% от чистата вода за града се доставя от река Морогоро. Пречиствателната станция на този източник не работи, а водоснабдителната мрежа е много остаряла. Възстановяването на станцията и обновяването на тръбопровода са финансирани от Световната банка в края на 2010 г.
От цялата техническа инфраструктура в най-тежко състояние са канализационната система и сметосъбирането, както и обработката на твърди и течни битови и промишлени отпадъци. Нерешаването на тези проблеми води до сериозно замърсяване на целия град и разпространение на редица болести, свързани с лошата хигиена. Градският съвет не разполага с необходимите средства за изграждане на канализационната мрежа на бързо растящия град, за организация на сметосъбирането и създаването на модерни сметища.

## Електрозахранване
Доставката на по-голямата част от електричеството в Танзания се извършва от компанията TAN ЕСКО. Енергийните запаси на страната включват природен газ, въглища и вода, като най-голям дял се пада на хидробазираната електроенергия. Един от трите основни източници на водноелектрическа енергия за страната се намира в близост до Морогоро. Това е ВЕЦ Kidatu с капацитет 190 MW. Въпреки това, само 40% от градското население е включено кам електрозахранващата мрежа. По-голямата част от енергията, необходима за бита се осигурява от керосин, дърва за огрев и дървени въглища.

## Забележителности и туризъм
Туристическото обслужване в града е в процес на развитие и разполага с хотели от висок, среден и нисък клас. Съществуват няколко бюра, предлагащи разходки из планината или други атрактивни места, които са концентрирани в центъра на града. Пътуването без придружител из планината е опасно заради честите грабежи.
В източната част на града се намира частният курорт „Алпинеумът“ с дължина около 20 km, който се посещава от стотици туристи. Тук протича река Морогоро, спускаща се след каскада от водопади от планината Улугуру. Често могат да се видят павиани, антилопи и други диви животни.
Тъй като градът е разположен в подножието на известната планина Улугуру, броят на туристите, които го ползват като база за изкачването ѝ расте. Освен това от Морогоро се организират посещения до националните паркове Микуми и Удзунгва.
На 70 km на юг от града се намира националният парк Микуми, разположен на около 3200 km2. В него могат да се наблюдават хипопотами, жирафи, зебри и голямо количество разнообразни птици. До него е разположен ловният резерват Селъс, през който протича река Руфиджи. Извастен е с това, че по количеството слонове, кафърски биволи и носорози в Танзания отстъпва само на Серенгети.
Близо до града на североизток, се намира районът Wami-Mbiki, най-важният туристически ресурс на Морогоро. Той също е много богат на диви животни – антилопи, жирафи, зебри, биволи, слонове, хипопотами, крокодили, леопарди. Местността е дом на около 50 000 местни жители, живеещи в 24 селища.

## Екология
Едни от най-сериозните проблеми на града, породени от бързото му разрастване, са замърсяването на въздуха и водните източници, големият недостиг на канализационната мрежа, почвената ерозия в околните селскостопански парцели и лошото управление на извозването и преработката на твърдите отпадъци.
Замърсяването от непречистени отпадни води, промишлени, битови и от септичните ями допринася за цялостното замърсяване на водите. Моторните превозни средства и промишлените емисии развалят качеството на въздуха.